# Gianmaria Bruni
Gianmaria Bruni, detto Gimmi (Roma, 30 maggio 1981) è un pilota automobilistico italiano, due volte vincitore della Coppa del Mondo Endurance FIA per Piloti GT nel Campionato del Mondo Endurance FIA e in quattro occasioni primo di classe alla 24 Ore di Le Mans, tre con la Ferrari e una con la Porsche.
Attualmente è pilota ufficiale della Porsche gareggiando nel Campionato del mondo endurance. Dal 2008 al 2017 è stato pilota ufficiale Ferrari nelle competizioni GT, in cui si è anche aggiudicato il Campionato FIA GT, la Le Mans Series e l'International GT Open così come la 12 Ore di Sebring, la Petit Le Mans e la 24 Ore di Spa-Francorchamps due volte.
Ha inoltre disputato il Campionato del Mondo di Formula Uno nel 2004 con la Minardi.

## Carriera

### Esordi
Bruni si appassionò ben presto all'automobilismo e iniziò a gareggiare sui kart a 10 anni: nell'occasione mentì al proprietario del circuito romano La Pista d'Oro, asserendo di avere due anni in più, per poter scendere in pista. Proprio sulla pista romana conobbe il concittadino Fisichella, con cui strinse amicizia. Bruni compì la trafila nei kart fino al 1997, anno in cui esordì su una monoposto nel campionato italiano di Formula Renault. Dopo un primo campionato di adattamento, riuscì a conquistare quattro gare e il titolo nel 1998, ripetendosi pure l'anno seguente nel campionato europeo, alla guida di una vettura del team JD Motorsport, battendo all'ultima corsa Antônio Pizzonia.
Nel 2000 si trasferì poi in Gran Bretagna per disputare il campionato di F3 inglese, ingaggiato da Richard Dutton. Nel suo primo anno nella categoria concluse il campionato al quinto posto, guadagnandosi la riconferma, ripetendosi pure nel 2001. Per il 2002 cercò un sedile in Euroseries 3000, ma riuscì a disputare solo tre corse, in cui ottenne comunque un podio, e si divise in varie categorie propedeutiche. Solo nel 2003 ottenne un ingaggio dalla AMD per disputare una stagione completa e concluse terzo, con due vittorie. Saltò però gli ultimi due appuntamenti stagionali.

### Formula 1

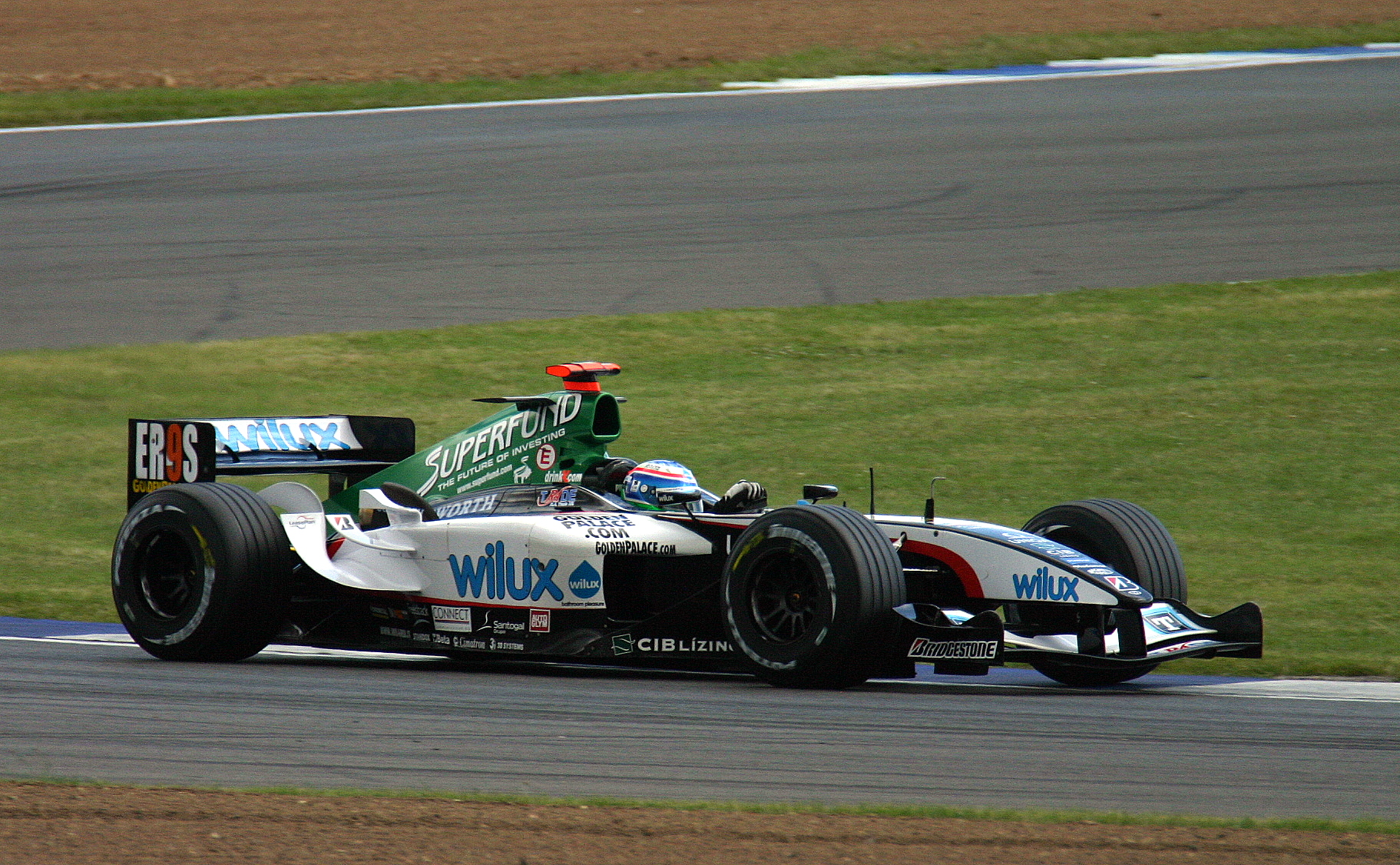
Bruni a Silverstone, su Minardi.

Bruni ebbe il primo contatto con il mondo della Formula 1 nel 2002, quando venne contattato da Niki Lauda, all'epoca direttore sportivo della Jaguar, che voleva ingaggiarlo come collaudatore per la stagione seguente. Il licenziamento dell'austriaco da parte della Ford, dovuto agli scarsi risultati ottenuti dal team, fece però naufragare la trattativa. Fu invece la Minardi a metterlo sotto contratto nel ruolo di terzo pilota a partire da luglio del 2003. Schierato nelle libere del venerdì, spesso fu più veloce del compagno di squadra Nicolas Kiesa, tanto che Paul Stoddart decise di promuoverlo titolare per il 2004, anche grazie a una piccola dote di sponsor che il romano poteva garantire. A causa della scarsa competitività della vettura Bruni però non riuscì ad andare a punti, anche se spesso risultò più veloce del compagno di Team Zsolt Baumgartner.

### GP2
Nonostante Minardi gli avesse proposto il rinnovo contrattuale anche per il campionato 2005, Bruni rifiutò e decise di accordarsi con la Coloni per disputare una stagione in GP2, serie cadetta della Formula 1. L'inizio stagione risultò positivo, tanto che Bruni vinse la feature race a Barcellona, giunse secondo a Monte Carlo e ottenne due quarti posti a Imola. Meno esaltante fu la parte centrale del campionato, che vide Bruni spesso fuori dai punti. Alla vigilia della gara di Monza, però, lasciò improvvisamente la Coloni, per poi passare alla Durango a Spa, dove conquistò la pole position. La stagione si concluse con il decimo posto in classifica su 26 piloti partenti.
Nel 2006 Bruni corse ancora in GP2, accordandosi con la scuderia italiana Trident Racing, al debutto nella categoria. Ancora una volta, l'inizio di stagione fu positivo per il pilota romano, che a Imola ottenne pole position, vittoria e giro più veloce in Gara 1, senza quasi mai cedere il comando. Nonostante le buone prestazioni velocistiche, incappò però in una serie di ritiri che lo allontanarono dalla lotta per il titolo e tornò al successo solo ad Hockenheim, in cui partì nuovamente davanti a tutti. A fine stagione risultò settimo con 33 punti ottenuti, 21 in più del proprio compagno di squadra.

### Pilota ufficiale Ferrari

#### Primi successi in GT2 e alla 24 Ore di Le Mans (2007-2011)
Nella stagione 2007 Bruni, lascia le corse in monoposto e decide di passare alle ruote coperte, diventando pilota ufficiale Ferrari. Partecipa al FIA GT2 con la Ferrari F430 GTC di AF Corse dove chiude secondo in classifica piloti dietro i compagni di squadra Toni Vilander e Dirk Müller e porta il team AF Corse e la Ferrari a vincere il titolo dei team e quello costruttori. Nello stesso prende parte a quattro gare dell'American Le Mans Series, aiutando la Ferrari a vincere il titolo costruttori; inoltre corre e vince la 6 Ore di Silverstone, gara valida per la Le Mans Series. L'anno seguente Bruni, confermato dalla AF Corse, stravince il Campionato FIA GT2 in coppia con il finlandese Vilander e porta nuovamente i titoli Team e Costruttori a AF Corse e Ferrari. Lo stesso anno con il team Virgo Motorsport e la Ferrari F430 GT ottiene tre vittorie nella Le Mans Series. Con il Team Risi Competizione l'italiano vince anche la storica 24 Ore di Le Mans nella classe GT2 in coppia con Mika Salo e Jaime Melo.

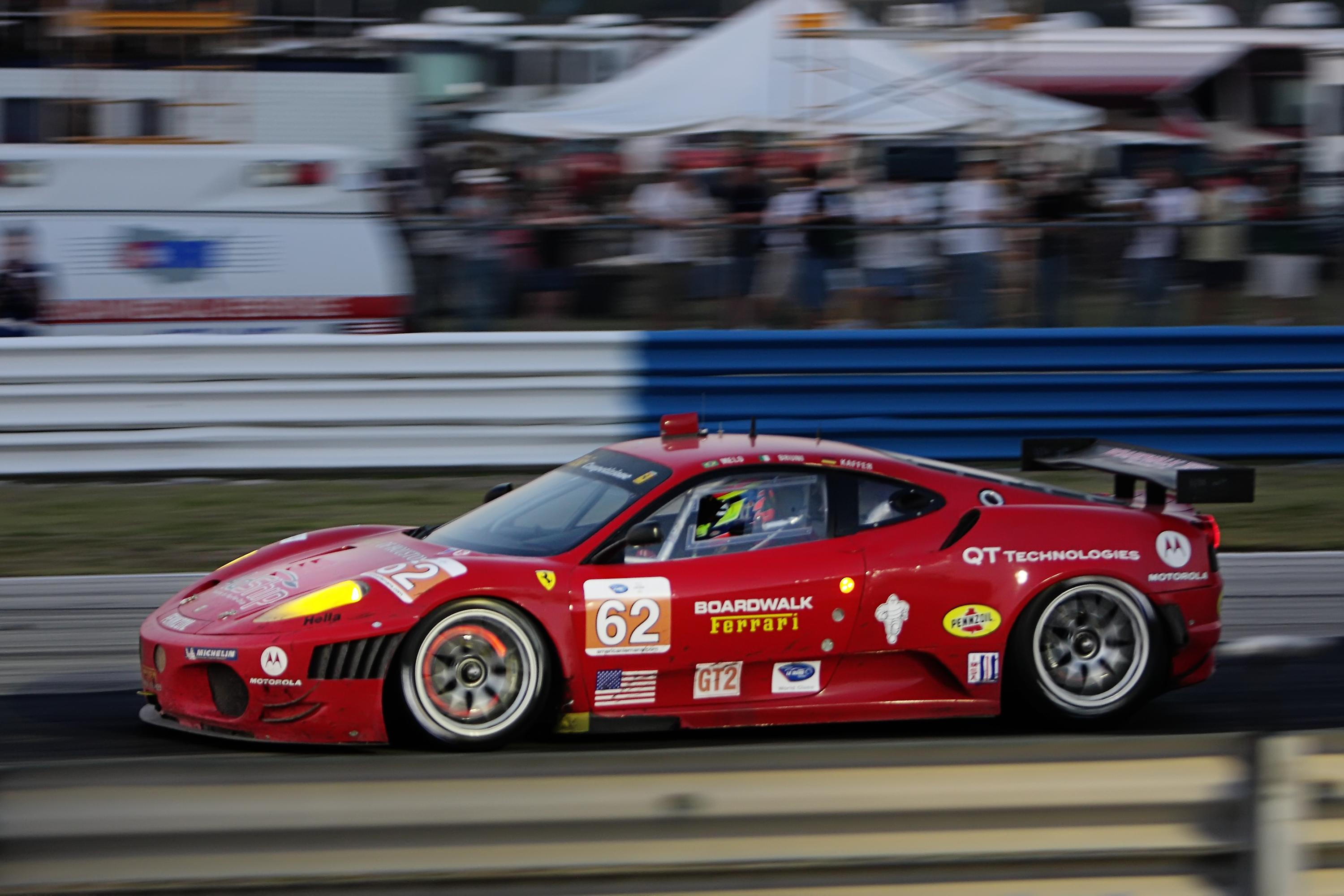
La Ferrari F430 GTE di Bruni utilizzata alla 12 Ore di Sebring 2010

Nel 2009 Bruni, in coppia con Vilander, non riesce a riconfermarsi Campione nel FIA GT2 per un solo punto, ma tuttavia ottiene la sua prima vittoria alla 24 Ore di Spa e porta il titolo Costruttori e team rispettivamente a Ferrari e AF Corse. Nella Le Mans Series ottiene due vittorie e il secondo porto in classifica. Il pilota italiano nel 2010 prende parte all'intera stagione dell'American Le Mans Series con il Team ufficiale Ferrari per l'America Risi Competizione. Bruni vince la storica 12 Ore di Sebring ma perde il campionato negli ultimi 300 metri dell'ultima gara: la vettura era rimasta infatti a secco di benzina lungo il tracciato. Si ritira, per un problema meccanico, anche a Le Mans mentre era in testa. Nel resto dell'anno ottiene quattro vittorie tra Le Mans Series e Intercontinental Le Mans Cup.
Per il 2011 la Ferrari porta in pista la nuova Ferrari 458 Italia GTC per affrontare le Porsche 997 GT3 RSR, le BMW M3 GT2, le Chevrolet Corvette C6.R, le Aston Martin V8 Vantage GTE e le Lotus Evora GTE. In coppia con Giancarlo Fisichella vince per la prima volta il campionato Le Mans Series. Nell'Intercontinental Le Mans Cup ottiene diverse vittorie tra cui la sua prima Petit Le Mans, mentre si deve accontentare del secondo posto alla 24 Ore di Le Mans.

#### Le vittorie nel Mondiale Endurance (2012-2016)

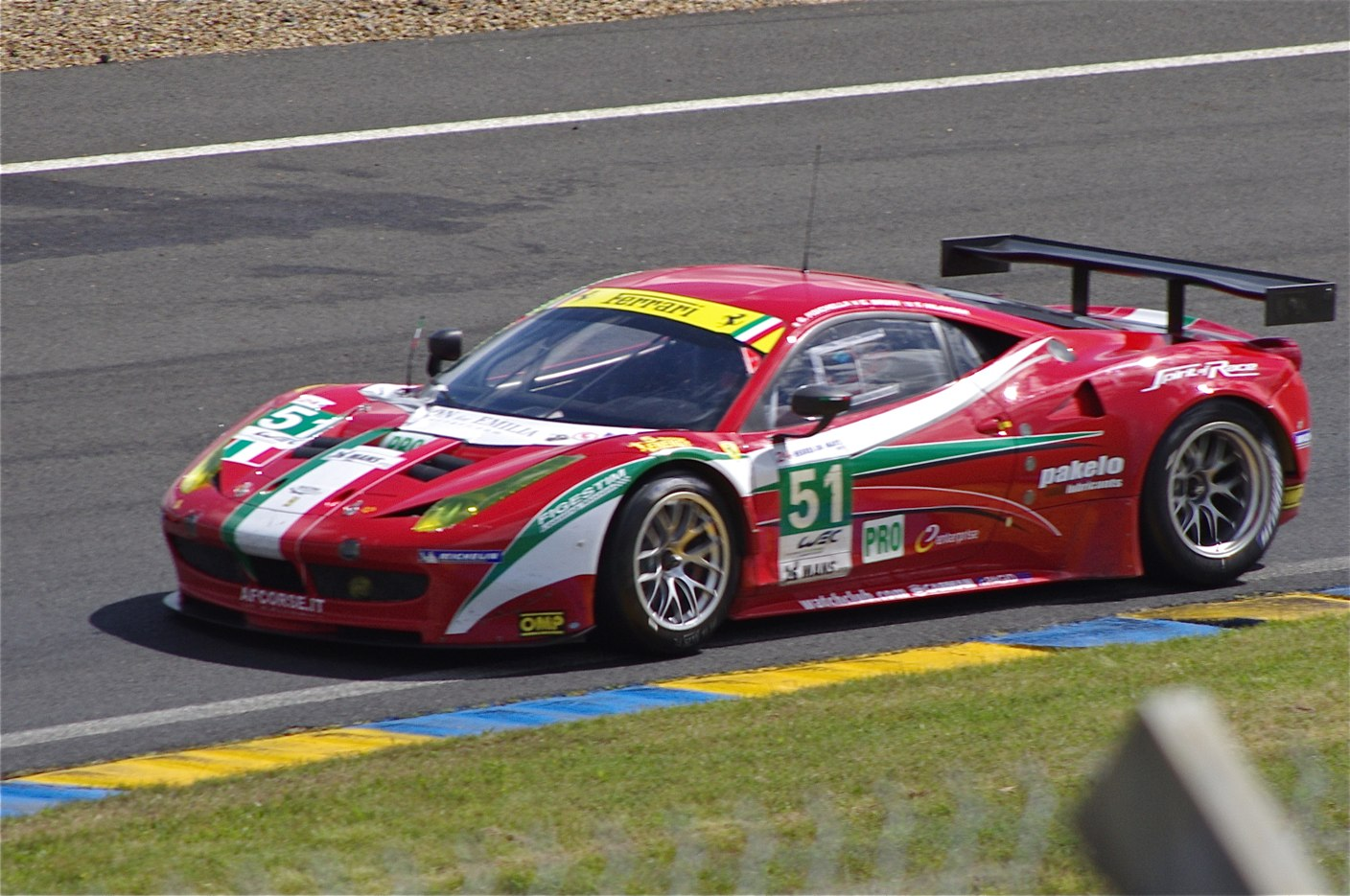
La Ferrari 458 Italia GT2 con cui Bruni ha vinto la 24 Ore di Le Mans 2012

Nel 2012 la FIA crea il nuovo Campionato del mondo endurance, la Ferrai ne prende parte portando la Ferrari 458 Italia GT2 guidata da Bruni, Fisichella e Vilander. L'equipaggio vince tre corse tra cui la 24 Ore di Le Mans, la seconda per Gimmi. La Ferrari riesce così a vincere la prima La Coppa del Mondo Costruttori LMGTE. Oltre agli impegni nel Mondiale endurance Bruni al Campionato Europeo per vetture GT2 e GT3 GT Open e nel International GT Open dove diventa campione. Ciliegina sulla torta per Bruni ottiene anche il successo alla 12 Ore del Golfo. 
Per la Campionato del mondo endurance 2013 la FIA e l'ACO annunciano diverse novità, tra le quali spiccano l'istituzione di una Classifica Piloti, che si va così ad aggiungere a quelle Team e Costruttori, ed un nuovo "Balance of Performance". Bruni con la 458 Italia GT2 vince tre corse; la 6 Ore di Spa-Francorchamps, la 6 Ore di San Paolo e la 6 Ore del Bahrain e diventa il primo campione del Mondo nella classe LMGTE oltre a portare la rossa al secondo titolo consecutivo. 
Il 2014 è l'anno della consacrazione per Bruni. Con Toni Vilander vince quattro eventi nel WEC tra cui la 24 Ore di Le Mans (terzo successo), la coppia si laure campione tra i piloti e grazie anche ai risultati di Davide Rigon e James Calado con la seconda 458 Italia GT2 la Ferrari vince il terzo titolo Costruttori consecutivo.

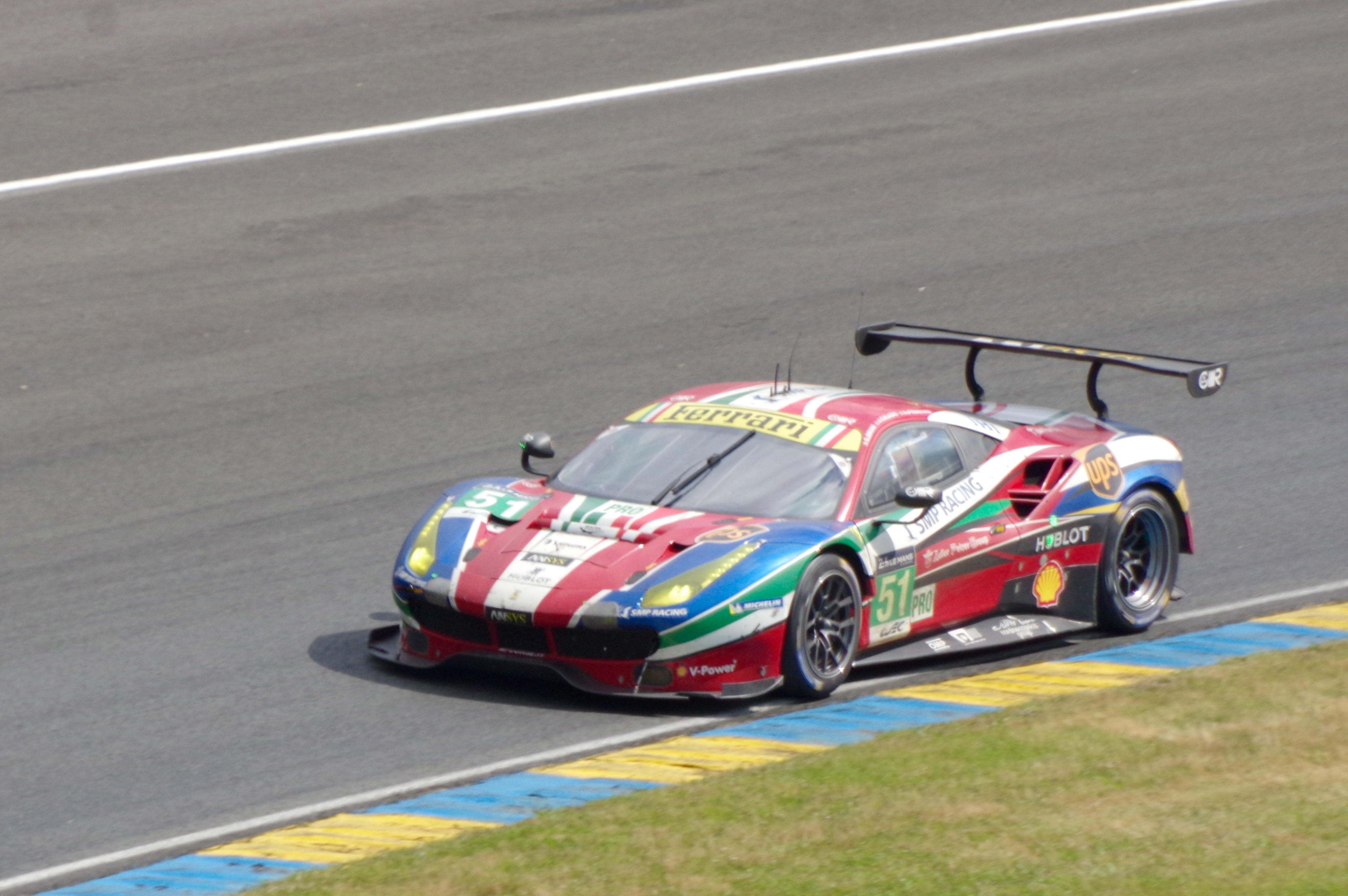
La Ferrari 488 GTE di Bruni, Calado e Pier Guidi durante la 24 Ore di Le Mans 2016

L'anno seguente, l'ultimo della 458 Italia GT2, è meno dolce: Bruni ottiene due vittorie e si deve accontentare del secondo posto dietro al pilota della Porsche, Richard Lietz. Per il primo anno il cavallino non riesce a vincere il Titolo costruttori che passa alla Porsche. Per la stagione 2016, Bruni viene affiancato da James Calado e per la 24 Ore di Le Mans si aggiunge Alessandro Pier Guidi. L'equipaggio sempre guidato da AF Corse scende in pista con la nuova Ferrari 488 GTE. Il titolo piloti finisce ai piloti dell'Aston Martin Racing, Nicki Thiim e Marco Sørensen ma la Ferrari rivince per la quarta volta il titolo costruttori.
Nel febbraio 2017, Ferrari e Giammi Bruni annunciano che, di comune accordo, hanno interrotto anticipatamente il loro rapporto. Dopo una collaborazione iniziata nel 2007, Bruni lascerà la Ferrari alla fine di giugno di quest'anno.

### Pilota ufficiale Porsche

#### Porsche GT, la quarta vittoria a Le Mans (2018-2022)
Dal 2018 diventa pilota ufficiale della Porsche, Bruni va a sostituire Frédéric Makowiecki alla guida della 911 RSR numero 91 nella classe GTE, condivisa con il compagno austriaco Richard Lietz. Nella sua prima stagione ottiene la vittoria nella 1000 Miglia di Sebring ed ottiene due secondi posti nella 24 Ore di Le Mans. La sua seconda vittoria con la Porsche arriva nella stagione 2018-2019 con la 4 Ore di Silverstone. Nella stagione 2022 vince la 24 Ore di Le Mans, quarta vittoria per Bruni. Lo stesso anno con il team clienti della Porsche, il team Proton Competition vince European Le Mans Series nella classe LMGTE.

#### Porsche Hypercar (2023-presente)
Nel 2023 Bruni lascia le corse in GT per passare ai prototipi, viene appunto scelto dal team cliente della Porsche, Proton Competition per portare in pista la nuova Hypercar della Porsche, la 963. Visti i ritardi della 963, Bruni partecipa alla 24 Ore di Daytona con l'Oreca 07 divisa con James Allen, Fred Poordad e Francesco Pizzi. L'equipaggio ottiene il nono posto in classifica generale e ottiene la vittoria nella classe LMP2 per soli 16 millesimi sul team CrowdStrike. Il pilota italiano per prendere confidenza con i prototipi si iscrive al campionato European Le Mans Series (classe LMP2) sempre con il team Proton. Una volta consegnata la 963 al team, arriva l'esordio durante il round di Road America del Campionato IMSA WeatherTech SportsCar. Mentre per quanto riguarda il Campionato del mondo endurance il pilota italiano prende parte alle ultime tre gare della serie. Nel 2024 Bruni, corre full time nella serie americana.
Per la stagione 2025 della IMSA, Bruni guiderà sempre la Porsche 963 ma per il team JDC-Miller Motorsports.

## Risultati

### Formula 1
| 2003 | Scuderia | Vettura |  |  |  |  |  |  |  |  |  |  |  |    |    |    |    |    |  |  | Punti | Pos. |
| ---- | -------- | ------- |  |  |  |  |  |  |  |  |  |  |  | -- | -- | -- | -- | -- |  |  | ----- | ---- |
| 2003 | Minardi  | PS03    |  |  |  |  |  |  |  |  |  |  |  | SP | SP | SP | SP | SP |  |  | –     |      |

| 2004 | Scuderia | Vettura |    |    |    |     |     |     |    |     |     |    |    |    |    |     |     |     |    |    | Punti | Pos. |
| ---- | -------- | ------- | -- | -- | -- | --- | --- | --- | -- | --- | --- | -- | -- | -- | -- | --- | --- | --- | -- | -- | ----- | ---- |
| 2004 | Minardi  | PS04B   | NC | 14 | 17 | Rit | Rit | Rit | 14 | Rit | Rit | 18 | 16 | 17 | 14 | Rit | Rit | Rit | 16 | 17 | 0     | 25º  |

| Legenda | 1º posto     | 2º posto | 3º posto    | A punti         | Senza punti/Non class.  | Grassetto – Pole position Corsivo – Giro più veloce |
| Legenda | Squalificato | Ritirato | Non partito | Non qualificato | Solo prove/Terzo pilota | Grassetto – Pole position Corsivo – Giro più veloce |

### GP2 Series
(Legenda - le gare in grassetto indicano la pole position; quelle in corsivo il giro più veloce)
| Stagione | Scuderia                                 | 1   | 2   | 3   | 4   | 5   | 6   | 7   | 8   | 9   | 10  | 11  | 12  | 13  | 14  | 15  | 16  | 17  | 18  | 19  | 20  | 21  | 22  | 23  | Punti | Pos. |
| -------- | ---------------------------------------- | --- | --- | --- | --- | --- | --- | --- | --- | --- | --- | --- | --- | --- | --- | --- | --- | --- | --- | --- | --- | --- | --- | --- | ----- | ---- |
| 2005     | Coloni Motorsport (1-17) Durango (20-23) | IMO | IMO | CAT | CAT | MON | NÜR | NÜR | MAG | MAG | SIL | SIL | HOC | HOC | HUN | HUN | IST | IST | MNZ | MNZ | SPA | SPA | BHR | BHR | 35    | 10º  |
| 2005     | Coloni Motorsport (1-17) Durango (20-23) | 4   | 4   | 1   | Rit | 2   | 8   | Rit | 18  | 11  | 7   | 11  | NC  | 14  | 10  | 8   | Rit | 9   |     |     | Rit | 16  | Rit | 14  | 35    | 10º  |
| 2006     | Trident Racing                           | VAL | VAL | IMO | IMO | NÜR | NÜR | CAT | CAT | MON | SIL | SIL | MAG | MAG | HOC | HOC | HUN | HUN | IST | IST | MNZ | MNZ |     |     | 33    | 7º   |
| 2006     | Trident Racing                           | 6   | 5   | 1   | Rit | Rit | 16  | Rit | 17  | Rit | Rit | 15  | Rit | Rit | 1   | 6   | Rit | 8   | Rit | 15  | Rit | 9   |     |     | 33    | 7º   |

### Campionato FIA GT
| Anno    | Squadra           | Classe | Vettura         | ZHU | SIL | BUC | MON | OSC | SPA  | ADR  | BRN | NOG | ZOL |     | Punti | Pos. |
| ------- | ----------------- | ------ | --------------- | --- | --- | --- | --- | --- | ---- | ---- | --- | --- | --- | --- | ----- | ---- |
| 2007    | AF Corse Motorola | GT2    | Ferrari F430 GT | 2   | Rit | DNS | 1   | 1   | 10   | 2    | 2   | 1   | 5   |     | 66    | 2º   |
| Anno    | Squadra           | Classe | Vettura         | SIL | MON | ADR | OSC | SPA | BUC1 | BUC2 | BRN | NOG | ZOL | SAN | Punti | Pos. |
| 2008    | AF Corse          | GT2    | Ferrari F430 GT | 1   | 2   | 1   | 1   | 3   | 2    | 2    | 1   | 3   | 1   | 2   | 93    | 1º   |
| Anno    | Squadra           | Classe | Vettura         | SIL | ADR | OSC | SPA | HUN | ALG  | PAU  | ZOL |     |     |     | Punti | Pos. |
| 2009    | AF Corse          | GT2    | Ferrari F430 GT | 11  | 2   | 1   | 1   | 2   | 6    | 1    | 4   |     |     |     | 54    | 2º   |
| Legenda |                   |        |                 |     |     |     |     |     |      |      |     |     |     |     |       |      |

### European Le Mans Series
| Anno    | Squadra            | Classe      | Vettura                | MNZ | VAL | NÜR | SPA | SIL | INT | Punti | Pos. |
| ------- | ------------------ | ----------- | ---------------------- | --- | --- | --- | --- | --- | --- | ----- | ---- |
| 2007    | Virgo Motorsport   | GT2         | Ferrari F430 GT        |     |     |     |     | 1   |     | 10    | 12º  |
| Anno    | Squadra            | Classe      | Vettura                | CAT | MNZ | SPA | NÜR | SIL |     | Punti | Pos. |
| 2008    | Virgo Motorsport   | GT2         | Ferrari F430 GT        | 1   | Rit | 1   | 1   |     |     | 30    | 3º   |
| Anno    | Squadra            | Classe      | Vettura                | CAT | SPA | ALG | NÜR | SIL |     | Punti | Pos. |
| 2009    | Virgo Motorsport   | GT2         | Ferrari F430 GT2       | 2   | 2   | 1   | 9   | 1   |     | 35    | 2º   |
| Anno    | Squadra            | Classe      | Vettura                | LEC | SPA | ALG | HUN | SIL |     | Punti | Pos. |
| 2010    | AF Corse           | GT2         | Ferrari F430 GT2       | Rit | 2   | 1   |     | 1   |     | 50    | 4º   |
| Anno    | Squadra            | Classe      | Vettura                | LEC | SPA | IMO | SIL | EST |     | Punti | Pos. |
| 2011    | AF Corse           | GTE Pro     | Ferrari 458 Italia GT2 | 2   | 1   | 2   | 1   | Rit |     | 60    | 1º   |
| Anno    | Squadra            | Classe      | Vettura                | LEC | DON | PET |     |     |     | Punti | Pos. |
| 2012    | Pecom Racing       | LMP2        | Oreca 03               | 7   |     |     |     |     |     | 6     | 14º  |
| Anno    | Squadra            | Classe      | Vettura                | LEC | MNZ | RBR | SIL | SPA | ALG | Punti | Pos. |
| 2018    | Proton Competition | LMGTE       | Porsche 911 RSR        |     | 5   |     |     |     |     | 10    | 12º  |
| Anno    | Squadra            | Classe      | Vettura                | CAT | RBR | LEC | MNZ | SPA | ALG | Punti | Pos. |
| 2021    | WeatherTech Racing | LMGTE       | Porsche 911 RSR        | 2   |     | 4   | 9   |     | 5   | 43    | 12º  |
| Anno    | Squadra            | Classe      | Vettura                | LEC | IMO | MNZ | CAT | SPA | ALG | Punti | Pos. |
| 2022    | Proton Competition | LMGTE       | Porsche 911 RSR        | 2   | Rit | 2   | 1   | 9   | 5   | 82    | 1º   |
| Anno    | Squadra            | Classe      | Vettura                | BAR | LEC | ARA | SPA | POR | ALG | Punti | Pos. |
| 2023    | Proton Competition | LMP2 Pro/Am | Oreca 07               | 6   | 6   | 5   | Rit |     |     | 26    | 15º  |
| Legenda |                    |             |                        |     |     |     |     |     |     |       |      |

### 24 Ore di Le Mans
| Anno | Classe    | №  | Gomme | Auto                                         | Team              | Co-piloti                             | Giri | Pos. Assol. | Pos. di classe |
| ---- | --------- | -- | ----- | -------------------------------------------- | ----------------- | ------------------------------------- | ---- | ----------- | -------------- |
| 2008 | LMGT2     | 82 | M     | Ferrari F430 GTC Ferrari 4.0L V8             | Risi Competizione | Mika Salo Jaime Melo                  | 326  | 19º         | 1º             |
| 2009 | LMGT2     | 78 | M     | Ferrari F430 GTC Ferrari 4.0L V8             | AF Corse          | Luís Pérez Companc Matías Russo       | 317  | 26º         | 6º             |
| 2010 | LMGT2     | 82 | M     | Ferrari F430 GTC Ferrari 4.0L V8             | Risi Competizione | Jaime Melo Pierre Kaffer              | 116  | Rit         | Rit            |
| 2011 | LMGTE Pro | 51 | M     | Ferrari 458 Italia GTC Ferrari 4.5L V8       | AF Corse          | Giancarlo Fisichella Toni Vilander    | 314  | 13º         | 2º             |
| 2012 | LMGTE Pro | 51 | M     | Ferrari 458 Italia GTC Ferrari 4.5L V8       | AF Corse          | Giancarlo Fisichella Toni Vilander    | 336  | 17º         | 1º             |
| 2013 | LMGTE Pro | 51 | M     | Ferrari 458 Italia GTC Ferrari 4.5L V8       | AF Corse          | Giancarlo Fisichella Matteo Malucelli | 311  | 21º         | 6º             |
| 2014 | LMGTE Pro | 51 | M     | Ferrari 458 Italia GTC Ferrari 4.5L V8       | AF Corse          | Giancarlo Fisichella Toni Vilander    | 339  | 13º         | 1º             |
| 2015 | LMGTE Pro | 51 | M     | Ferrari 458 Italia GTC Ferrari 4.5L V8       | AF Corse          | Giancarlo Fisichella Toni Vilander    | 330  | 25º         | 3º             |
| 2016 | LMGTE Pro | 51 | M     | Ferrari 488 GTE Ferrari F154CB 3.9L Turbo V8 | AF Corse          | Alessandro Pier Guidi James Calado    | 179  | Rit         | Rit            |
| 2018 | LMGTE Pro | 91 | M     | Porsche 911 RSR Porsche 4.0L Flat-6          | Porsche GT Team   | Richard Lietz Frédéric Makowiecki     | 343  | 16º         | 2º             |
| 2019 | LMGTE Pro | 91 | M     | Porsche 911 RSR Porsche 4.0L Flat-6          | Porsche GT Team   | Richard Lietz Frédéric Makowiecki     | 342  | 21º         | 2º             |
| 2020 | LMGTE Pro | 91 | M     | Porsche 911 RSR-19 Porsche 4.0L Flat-6       | Porsche GT Team   | Richard Lietz Frédéric Makowiecki     | 335  | 31º         | 5º             |
| 2021 | LMGTE Pro | 91 | M     | Porsche 911 RSR-19 Porsche 4.0L Flat-6       | Porsche GT Team   | Richard Lietz Frédéric Makowiecki     | 343  | 23º         | 4º             |
| 2022 | LMGTE Pro | 91 | M     | Porsche 911 RSR-19 Porsche 4.0L Flat-6       | Porsche GT Team   | Richard Lietz Frédéric Makowiecki     | 350  | 28º         | 1º             |

### Campionato del Mondo Endurance
Nel 2012 la Coppa del Mondo Endurance FIA è stata assegnata solo ai Costruttori; nel 2013 è stata istituita anche quella per i piloti.
| Anno    | Squadra            | Classe    | Vettura                | SEB | SPA | LMS | SIL | SÃO | BHR | FUJ | SHA |     | Punti | Pos. |
| ------- | ------------------ | --------- | ---------------------- | --- | --- | --- | --- | --- | --- | --- | --- | --- | ----- | ---- |
| 2012    | AF Corse           | LMGTE Pro | Ferrari 458 Italia GT2 | EX  | 2   | 1   | 1   | 1   |     | 2   | Rit |     | -     | Nc   |
| Anno    | Squadra            | Classe    | Vettura                | SIL | SPA | LMS | SÃO | COA | FUJ | SHA | BHR |     | Punti | Pos. |
| 2013    | AF Corse           | LMGTE Pro | Ferrari 458 Italia GT2 | 5   | 1   | 5   | 1   | 2   | 2   | 4   | 1   |     | 145   | 1º   |
| Anno    | Squadra            | Classe    | Vettura                | SIL | SPA | LMS | COA | FUJ | SHA | BHR | SÃO |     | Punti | Pos. |
| 2014    | AF Corse           | LMGTE Pro | Ferrari 458 Italia GT2 | 4   | 1   | 1   | 3   | 1   | Rit | 1   | 4   |     | 168   | 1º   |
| Anno    | Squadra            | Classe    | Vettura                | SIL | SPA | LMS | BHR | COA | FUJ | SHA | BHR |     | Punti | Pos. |
| 2015    | AF Corse           | LMGTE Pro | Ferrari 458 Italia GT2 | 1   | 4   | 4   | 14  | 7   | 1   | 2   | 2   |     | 131,5 | 2º   |
| Anno    | Squadra            | Classe    | Vettura                | SIL | SPA | LMS | NÜR | MEX | COA | FUJ | SHA | BHR | Punti | Pos. |
| 2016    | AF Corse           | LMGTE Pro | Ferrari 488 GTE        | 2   | Rit | Rit | 1   | 2   | 2   | 3   | 3   | 2   | 128   | 3º   |
| Anno    | Squadra            | Classe    | Vettura                | SPA | LMS | SIL | FUJ | SHA | SEB | SPA | LMS |     | Punti | Pos. |
| 2018-19 | Porsche GT Team    | LMGTE Pro | Porsche 911 RSR        | 4   | 2   | SQ  | 5   | 2   | 1   | 8   | 2   |     | 131   | 3º   |
| Anno    | Squadra            | Classe    | Vettura                | SIL | FUJ | SHA | BHR | COA | SPA | LMS | BHR |     | Punti | Pos. |
| 2019-20 | Porsche GT Team    | LMGTE Pro | Porsche 911 RSR-19     | 1   | 6   | 3   | 5   | 8   | 5   | 9   | 2   |     | 111   | 7º   |
| Anno    | Squadra            | Classe    | Vettura                | SPA | ALG | MNZ | LMS | BHR | BHR |     |     |     | Punti | Pos. |
| 2021    | Porsche GT Team    | LMGTE Pro | Porsche 911 RSR-19     | 4   | 4   | 3   | 3   | 2   | 4   |     |     |     | 111   | 3º   |
| Anno    | Squadra            | Classe    | Vettura                | SEB | SPA | LMS | MON | FUJ | BHR |     |     |     | Punti | Pos. |
| 2022    | Porsche GT Team    | LMGTE Pro | Porsche 911 RSR-19     | 3   | 5   | 1   | 5   | 4   | 4   |     |     |     | 125   | 4º   |
| Anno    | Squadra            | Classe    | Vettura                | SEB | ALG | SPA | LMS | MON | FUJ | BHR |     |     | Punti | Pos. |
| 2023    | Proton Competition | Hypercar  | Porsche 963            |     |     |     |     | Rit | 9   | 10  |     |     | 4     | 20°  |
| Legenda |                    |           |                        |     |     |     |     |     |     |     |     |     |       |      |

* Stagione in corso.

### Campionato IMSA WeatherTech SportsCar
(legenda) (Le gare in grassetto indicano la pole position) (Gare in corsivo indicano Gpv)
| Anno    | Squadra                | Classe | Vettura                | 1      | 2      | 3     | 4      | 5     | 6     | 7     | 8     | 9     | 10    | 11    | Punti | Pos. |
| ------- | ---------------------- | ------ | ---------------------- | ------ | ------ | ----- | ------ | ----- | ----- | ----- | ----- | ----- | ----- | ----- | ----- | ---- |
| 2014    | Risi Competizione      | GTLM   | Ferrari 458 Italia GT2 | DAY 11 | SEB 11 | LBH   | LGA    | WGL   | MOS   | IMS   | ELK   | VIR   | COA   | PET   | 42    | 33º  |
| 2015    | AF Corse               | GTLM   | Ferrari 458 Italia GT2 | DAY 10 | SEB    | LBH   | LGA    | WGL   | MOS   | LIM   | ELK   | VIR   | COA   | PET   | 22    | 27º  |
| 2016    | SMP Racing             | GTLM   | Ferrari 488 GTE        | DAY 10 | SEB    | LBH   | LGA    | WGL   | MOS   | LIM   | ELK   | VIR   | COA   | PET   | 22    | 28º  |
| 2017    | Porsche GT Team        | GTLM   | Porsche 911 RSR        | DAY    | SEB    | LBH   | COA    | WGL 6 | MOS 6 | LIM 2 | ELK 2 | VIR 7 | LGA 7 | PET 5 | 186   | 10º  |
| 2018    | Porsche GT Team        | GTLM   | Porsche 911 RSR        | DAY 6  | SEB 3  | LBH   | MDO    | WGL   | MOS   | LIM   | ELK   | VIR   | LGA   | PET   | 55    | 15º  |
| 2021    | WeatherTech Racing     | GTLM   | Porsche 911 RSR-19     | DAY 6  | SEB    | DET   | WGL    | WGL   | LIM   | ELK   | LGA   | LBH   | VIR   | PET   | 280   | 15º  |
| 2023    | Proton Competition     | LMP2   | Oreca 07               | DAY 1  | SEB    | LGA   | WGL    | ELK   | IMS   | PET   |       |       |       |       | -     | NC   |
| 2023    | Proton Competition     | GTP    | Porsche 963            | DAY    | SEB    | LBH   | LGA    | WGL   | MOS   | ELK 8 | IMS 9 | PET 3 |       |       | 814   | 15°  |
| 2024    | Proton Competition     | GTP    | Porsche 963            | DAY 5  | SEB 8  | LBH 5 | LGA 10 | DET 9 | WGL 7 | ELK 5 | IMS 5 | PET 6 |       |       | 2372  | 9°   |
| 2025    | JDC-Miller MotorSports | GTP    | Porsche 963            | DAY 6  | SEB 8  | LBH   | LGA    | DET   | WGL   | ELK   | IMS   | PET   |       |       | 528*  |      |
| Legenda |                        |        |                        |        |        |       |        |       |       |       |       |       |       |       |       |      |

*Stagione in corso.

## Palmarès
Endurance
- 4  24 Ore di Le Mans (GTE Pro) : Ferrari (2008, 2012, 2014); Porsche (2022)
- 2  Coppa del Mondo Endurance FIA per Piloti GT : Ferrari (2013, 2014)
- 2  ELMS (GT) : Ferrari (2011); Porsche (2022)
- 1  12 Ore di Sebring (GT) : Ferrari (2010)
- 1  International GT Open : Ferrari (2012)
- 1  FIA GT2 : Ferrari (2008)
- 1  24 Ore di Spa-Francorchamps (GT2) : Ferrari (2009)
- 1  24 Ore di Spa-Francorchamps (GT3 PRO AM) : Ferrari (2015)
- 1  Petit Le Mans (GT) : Ferrari (2011)
- 1  12 Ore del Golfo : Ferrari (2012)
- 1  24 Ore di Daytona (LMP2) : Oreca (2023)

Monoposto
- 1  Campionato Italiano di Formula Renault Campus : (1998)
- 1  Campionato Europeo di Formula Renault : (1999)

## Riconoscimenti
- Casco d'Oro Italia che vince della rivista Autosprint nel 2008[21]
- Casco d'Oro tricolore della rivista Autosprint nel 2011[22]